# Tisová (Pardubice)
Tisová é uma comuna checa localizada na região de Pardubice, distrito de Ústí nad Orlicí.